# Fontenouilles
Fontenouilles est une ancienne commune française, située dans le département de l'Yonne en région Bourgogne-Franche-Comté, devenue, le 1er janvier 2016, une commune déléguée de la commune nouvelle de Charny-Orée-de-Puisaye.

## Histoire
Fontenouilles s'appelait autrefois Fontenelles-lez-Charny, en raison du grand nombre de sources et autres points d'eau sur la commune.
En 1535, Fontenouilles appartenait aux Célestins de Sens, co-seigneurs avec les barons de Châtillon-sur-Loing (maintenant Châtillon-Coligny).
La loi portant que la commune de Fontenouilles sera distraite du canton de Château Renard département du Loiret et réunie au canton de Charny département de l'Yonne, du 7 Thermidor an IV, affecte la commune au département de l'Yonne.
En 1857, il y avait 518 habitants.

## Politique et administration
| Période   | Période   | Identité            | Étiquette | Qualité |
| --------- | --------- | ------------------- | --------- | ------- |
|           |           | René Moreau         |           |         |
| juin 1995 | mars 2008 | Jean-Claude Jatteau | PCF       |         |
| mars 2008 | 2015      | Régis Moreau        |           |         |

Depuis la création de la nouvelle commune de Charny-Orée-de-Puisaye, le représentant de Fontenouilles est le maire de la nouvelle commune.

## Démographie
L'évolution du nombre d'habitants est connue à travers les recensements de la population effectués dans la commune depuis 1793. À partir du 1er janvier 2009, les populations légales des communes sont publiées annuellement dans le cadre d'un recensement qui repose désormais sur une collecte d'information annuelle, concernant successivement tous les territoires communaux au cours d'une période de cinq ans. 
Pour les communes de moins de 10 000 habitants, une enquête de recensement portant sur toute la population est réalisée tous les cinq ans, les populations légales des années intermédiaires étant quant à elles estimées par interpolation ou extrapolation. Pour la commune, le premier recensement exhaustif entrant dans le cadre du nouveau dispositif a été réalisé en 2005,.
En 2013, la commune comptait 218 habitants, en évolution de +3,32 % par rapport à 2008 (Yonne : −0,46 %, France hors Mayotte : +2,49 %).
| 1793 | 1800 | 1806 | 1821 | 1831 | 1836 | 1841 | 1846 | 1851 |
| ---- | ---- | ---- | ---- | ---- | ---- | ---- | ---- | ---- |
| 422  | 471  | 436  | 457  | 478  | 435  | 448  | 485  | 518  |

| 1856 | 1861 | 1866 | 1872 | 1876 | 1881 | 1886 | 1891 | 1896 |
| ---- | ---- | ---- | ---- | ---- | ---- | ---- | ---- | ---- |
| 534  | 574  | 571  | 560  | 557  | 535  | 539  | 551  | 527  |

| 1901 | 1906 | 1911 | 1921 | 1926 | 1931 | 1936 | 1946 | 1954 |
| ---- | ---- | ---- | ---- | ---- | ---- | ---- | ---- | ---- |
| 523  | 501  | 502  | 422  | 435  | 423  | 370  | 357  | 348  |

| 1962 | 1968 | 1975 | 1982 | 1990 | 1999 | 2005 | 2010 | 2013 |
| ---- | ---- | ---- | ---- | ---- | ---- | ---- | ---- | ---- |
| 325  | 297  | 215  | 177  | 199  | 209  | 209  | 221  | 218  |

## Lieux et monuments
L'église Saint-Vérain, gothique, date du XVIe siècle. Son porche de style roman a été retouché au XVIIIe siècle ; il est flanqué de fines colonnettes, avec une archivolte terminée par deux culs de lampe.
L'intérieur est d'un seul tenant, l'ancienne séparation entre le narthex et la nef a été supprimée. Trois vieilles marches mènent à l'autel. La sacristie a également été démolie et sa porte d'accès, au fond, a été bouchée. Une autre porte au fond s'ouvre sur un placard.

Les fonts baptismaux, près de l'entrée, sont octogonaux et en pierres taillées. La porte d'entrée est surmontée d'une belle statue  de la Vierge à l'Enfant en bois polychrome.
Les murs de la nef voutée en bois sont ornés de quatorze cadres sculptés du Chemin de Croix, donnés par la comtesse de la Gruerie. La chaire à droite est face à un grand Christ sur le mur de gauche, qui est encadré de deux statues en bois polychrome dont celle du côté du chœur étant de saint Vérain terrassant le dragon avec son bâton de pèlerin. En vis-à-vis, encadrant la chaire sur le mur de droite, se trouvent une statue de la Vierge et une autre de sainte Thérèse de Lisieux.
Dans le chœur, l'autel d'origine, en bois polychrome incrusté d'une plaque de marbre rouge, est avancé de trois mètres pour permettre au prêtre de faire face aux fidèles. Ses montants d'angle sont ornés de colonnades cannelées, et le panneau central est divisé en sept parties ; un soleil avec un agneau portant une croix au centre, est entouré de deux groupes de trois saints et saintes de part et d'autre. Un beau retable est composé de trois tableaux. Celui du centre, représentant une descente de croix, est entouré de deux colonnes cannelées et de deux groupes de motifs comportant une gerbe de blé, un évangéliaire et un encensoir. Le tableau de droite est une trinité devant une foule prosternée. Le tableau de gauche comporte deux rois en manteau d'hermine regardant un angelot. Les trois côtés du retable sont peints, d'une mater dolorosa à gauche, d'un saint Jean à droite, et sur la face d'un Jésus en train d'enseigner. De chaque côté du chœur se trouvent des stalles en bois.
Partiellement restaurée en 1931, des travaux ont été entrepris pour un meilleur travail à l'extérieur autant qu'à l'intérieur, le tout réalisé par tranches. L'extérieur des murs a déjà été fait, et le coq du clocher a été remplacé en 1996.
Église Saint Véran
Château de la Gruerie
Château de Richebois

## Galerie

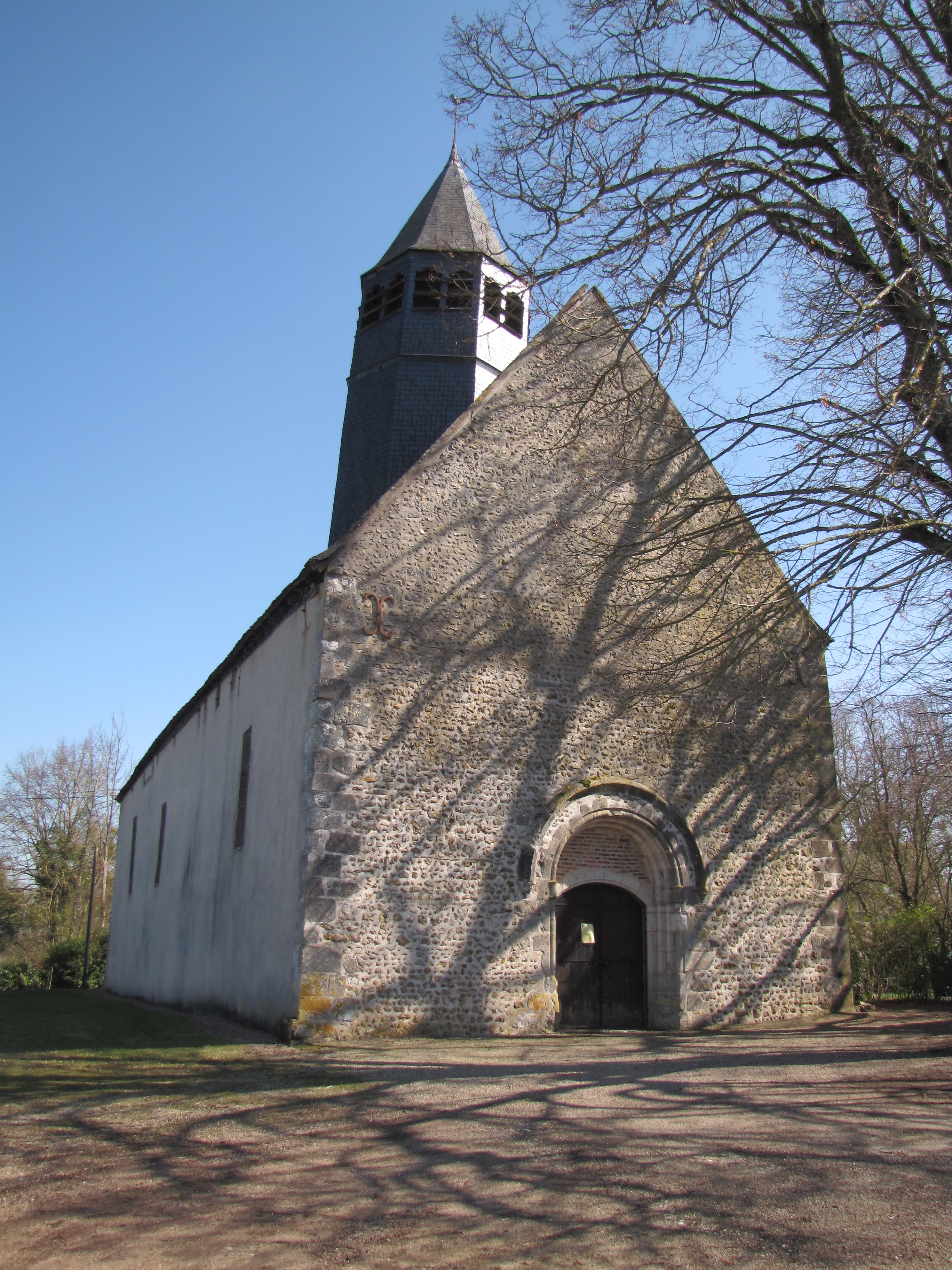
église Saint-Vérain
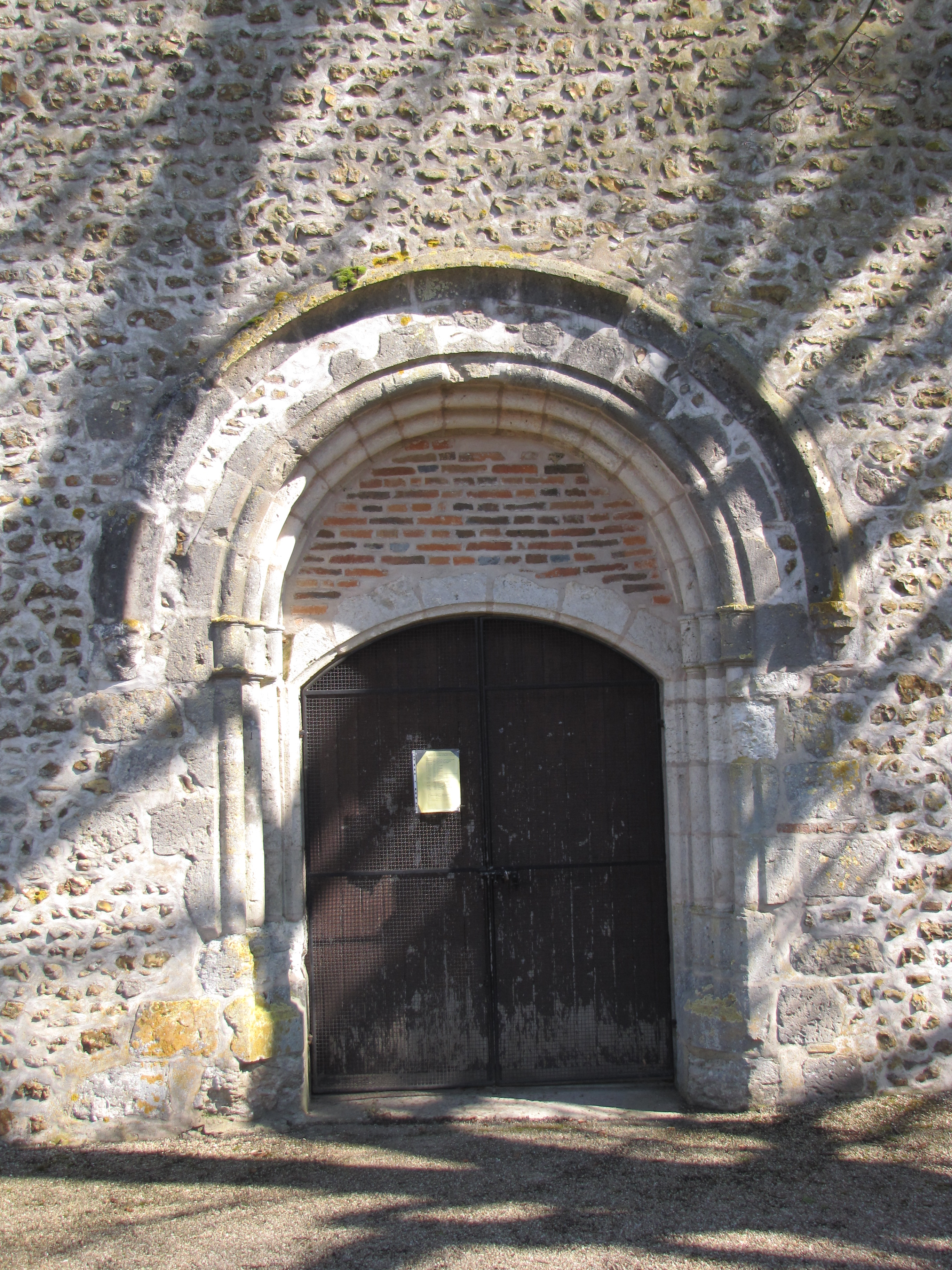
porche de l'église Saint-Vérain

## Pour approfondir